# Liu Haixia
Liu Haixia (en chino: 劉海霞; 23 de octubre de 1980) es una deportista china que compitió en halterofilia. Ganó dos medallas en el Campeonato Mundial de Halterofilia, oro en 2007 y plata en 2005.

## Palmarés internacional
| Campeonato Mundial | Campeonato Mundial     | Campeonato Mundial | Campeonato Mundial |
| Año                | Lugar                  | Medalla            | Categoría          |
| ------------------ | ---------------------- | ------------------ | ------------------ |
| 2005               | Doha (Catar)           | Medalla de plata   | 69 kg              |
| 2007               | Chiang Mai (Tailandia) | Medalla de oro     | 63 kg              |